# Al-Kastal (Aleppo)
Al-Kastal (arab. القسطل) – wieś w Syrii, w muhafazie Aleppo, w dystrykcie Afrin. W 2004 roku liczyła 202 mieszkańców.